# Erik Bartnes
Erik Bartnes (Beitstad, 27 de noviembre de 1939 - 26 de septiembre de 2020) fue un agricultor y político noruego del Partido del Centro.

## Biografía
Es hijo de Inge Einarsen Bartnes y padre de Inge Bartnes, Anne Margrethe Bartnes, Tore Bartnes y Lars Erik Bartnes.  Era de Beitstad en Steinkjer.
Obtuvo su título en economía agrícola de la Escuela Noruega de Ciencias Agrícolas. Trabajó en la Asociación de Agricultores de Noruega hasta 1970 y luego se hizo cargo de la granja familiar Øvre Bartnes en Beitstad. Fue miembro del comité de empleadores de la Asociación Central de Autoridades Locales (KS) desde 1988, y también negociador a tiempo completo. Fue accionista del Grupo Pareto.
Trabajó en la Asociación Agraria de Noruega y ha sido alcalde de Steinkjer. Tras las elecciones del consejo de condado de 2003, fue nombrado alcalde del condado de Nord-Trøndelag. No se postuló para la reelección en 2007.
Fue miembro del consejo municipal de Steinkjer de 1980 a 1992, del cual fue alcalde de 1982 a 1989. Bartnes fue el líder del Partido del Centro Nord-Trøndelag 1990-1992. También fue miembro del Consejo del condado de Nord-Trøndelag 1992-2007, del cual fue líder de grupo en 1999-2003 y alcalde del condado en 2003-2007. Fue el primer alcalde de condado con el sistema parlamentario en el condado.
También ha sido miembro de la junta del Fondo de Desarrollo Regional.
Falleció a los 81 años, a causa de una larga enfermedad.